# Bright Memory
Bright Memory (en chino: 光明记忆) es un shooter en primera persona desarrollado por FYQD Personal Studio.
Creado por un solo desarrollador en su tiempo libre, fue lanzado inicialmente por medio del programa de acceso anticipado de Steam para Microsoft Windows como Bright Memory: Episode 1 el 12 de enero de 2019, dejando el acceso anticipado el 25 de marzo de 2020. Además, el juego fue lanzado para plataformas móviles entre 2019 y 2020, y para Xbox Series X/S como uno de sus títulos de lanzamiento el 10 de noviembre de 2020.
En lugar de crear un Episodio 2, el juego se rehízo y fue expandido tanto en jugabilidad como historia como un título nuevo llamado Bright Memory: Infinite (en chino: 光明记忆：无限) lanzado para Windows y Xbox Series X/S en 2021. Los jugadores que hayan comprado la versión de Windows de Bright Memory podrán obtener Bright Memory: Infinite de forma gratuita.

## Jugabilidad
Bright Memory es un shooter en primera persona con elementos de combate cuerpo a cuerpo. Los jugadores tomarán el control de Shelia quien, además de usar armas y una espada, también posee habilidades sobrenaturales como psicoquinesis y expulsar ráfagas de energía. Todos los tipos de ataques pueden ser combinados como se desee y el juego recompensará con calificaciones con letras por hacer combinaciones creativas, de forma similar a Devil May Cry.[1][5] El éxito en el combate otorga puntos de experiencia que se pueden usar para potenciar las habilidades del personaje, y para desbloquear más habilidades como detener el tiempo. Además, algunas áreas contarán con puzles que necesitan ser resueltos. La versión de acceso anticipado del primer episodio cuenta con alrededor de una hora de jugabilidad, y el desarrollador anunció otras dos horas de jugabilidad para finales del 2019 con más episodios en los próximos años.

## Sinopsis
La organización de investigación científica (cuyas siglas en inglés son SRO), para la cual trabaja la protagonista Shelia, le encarga a ella evitar que SAI, una organización militar, adquiera un antiguo poder legendario que puede revivir a los muertos. El juego toma lugar en la «tierra del cielo» ubicada por encima del Ártico, consistiendo de masas de tierra flotantes que albergan criaturas antiguas.

## Desarrollo
Bright Memory fue desarrollado por el desarrollador chino Zeng «FYQD» Xiancheng con Unreal Engine 4 en su tiempo libre. Zeng presentó su juego por primera vez con un tráiler en 2017 y recibió apoyo financiero por medio de los Unreal Dev Grants de Epic Games.
Una versión de acceso anticipado de «Episode One» fue lanzada a nivel mundial el 12 de enero de 2019. El juego tiene soporte de Oculus Rift.

### Controversia por recursos robados
En enero de 2019, Zeng admitió en un post en Sina Weibo que él había usado algunos modelos enemigos sin adquirir una licencia y los modificó para su uso en el juego, pero no especificó qué modelos o de qué juegos salieron. Como reacción, Zeng anunció que usaría el dinero de las ventas del juego para contratar a un diseñador de arte y contactar a los dueños originales.

## Recepción

### Episode 1
Bright Memory: Episode 1 recibió reseñas «mixtas o medias» según el sitio web agregador de reseñas Metacritic por tener fallos ocasionales e instrucciones ilegibles, al haber sido traducido del chino. No obstante, Rock Paper Shotgun opinó que el juego tiene la apariencia y la sensación de un shooter desarrollado con un presupuesto grande, y que «limpia el piso» con otros juegos de mayor precio. La música y la traducción fueron criticadas, al igual que la corta duración, ya que el juego no cuenta con un modo sin fin.

### Infinite
Bright Memory: Infinite recibió reseñas «mixtas o medias» de acuerdo con el sitio web agregador de reseñas Metacritic.